# Mennonietenkerk (Leer)
De Mennonietenkerk (Duits: Mennonitenkirche) is een doopsgezind kerkgebouw in het Oost-Friese Leer en werd in 1825 in classicistische stijl opgericht.

## Geschiedenis
De stichting van de menistengemeente in Leer volgde in 1540 door Nederlandse geloofsvluchtelingen die zich in de stad hadden gevestigd. Al vroeg boden de Oost-Friese graven de vluchtelingen bescherming aan. De destijds gestichte gemeenschap bleef net als die in Emden en Norden tot de dag van vandaag bestaan.
Vroeger werkten de mennonieten in Leer vooral in de weverij en de handel. Zij maakten van de stad in de vroegmoderne tijd een centrum van de linnenproductie. Een in 1644 opgerichte Vlaamse gemeente bezat eveneens een eigen kerkgebouw, dat echter na de fusie van beide gemeenten in 1767 werd gesloopt. Voordat de mennonieten een eigen kerkgebouw bezaten, kwamen ze vooral in gehuurde ruimten bijeen. Daarbij werden de diensten nog tot 1728 door leken (vermaners) voorgegaan. Tot het begin van de 20e eeuw bleef de gemeente het Nederlands als voertaal in de kerk bezigen.
De kerk werd in 2006 volledig gerenoveerd. Daarbij werd de kerkruimte weer in de toestand van 1825 teruggebracht. De mennonieten vormen een kleine gemeente en kennen een sterk oecumenisch engagement. Sinds 1970 is de gemeente samengegaan met de mennonieten in Oldenburg.

## Beschrijving

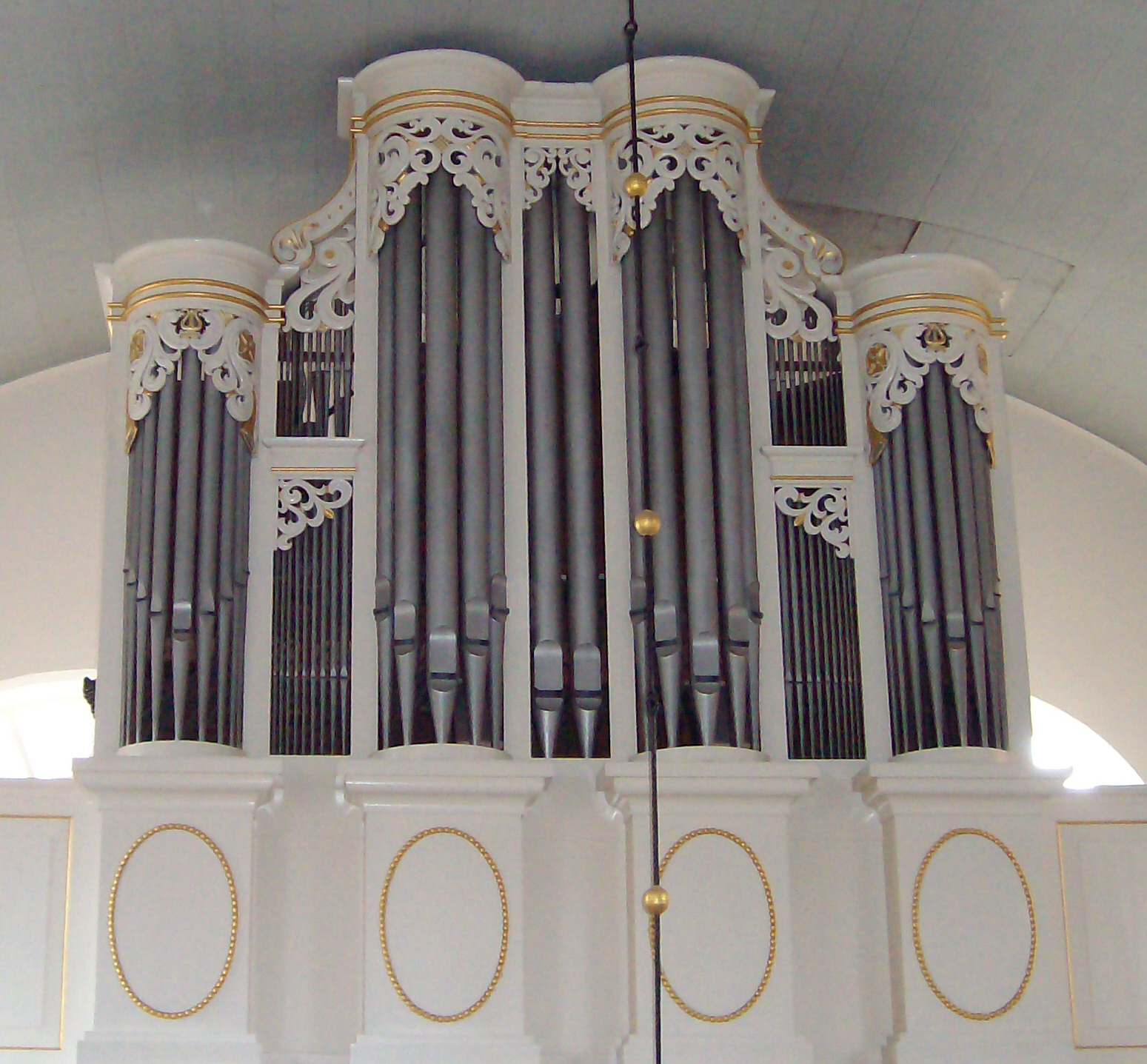
Het orgel van de menistenkerk in Leer

De torenloze classicistisch ontworpen kerk is een schoolvoorbeeld van een eenvoudige mennonitische zaalkerk. Het interieur wordt verlicht door drie halfrondvormige boogvensters aan de beide lengtezijden en twee aan de westelijke kant van het gebouw. Op de westelijke kant bevindt zich het classicistisch vormgegeven portaal.
Net als in andere mennonitische kerken is de kerk ingericht als een echte eenvoudige preekkerk en neemt de kansel de centrale plaats in voor het verkondigen van Gods woord. De houten witgelakte kerkbanken staan in twee rijen opgesteld en hebben toegangsdeurtjes.

## Orgel
Het orgel uit 1860 bezit 10 registers en werd door Brond de Grave Winter gebouwd. Voor dit nieuwe orgel werd waarschijnlijk de oudere orgelkas van Wilhelm Eilert Schmid (1825-1826) aangepast. Van de originele registers bleven er zeven bewaard. Het instrument werd in de jaren 2013-2014 door de Orgelmakerij van der Putten B.V. uit Finsterwolde gerestaureerd en op 28 september 2014 opnieuw in gebruik genomen.